# Tweeduizendjarige linde van Neuhof

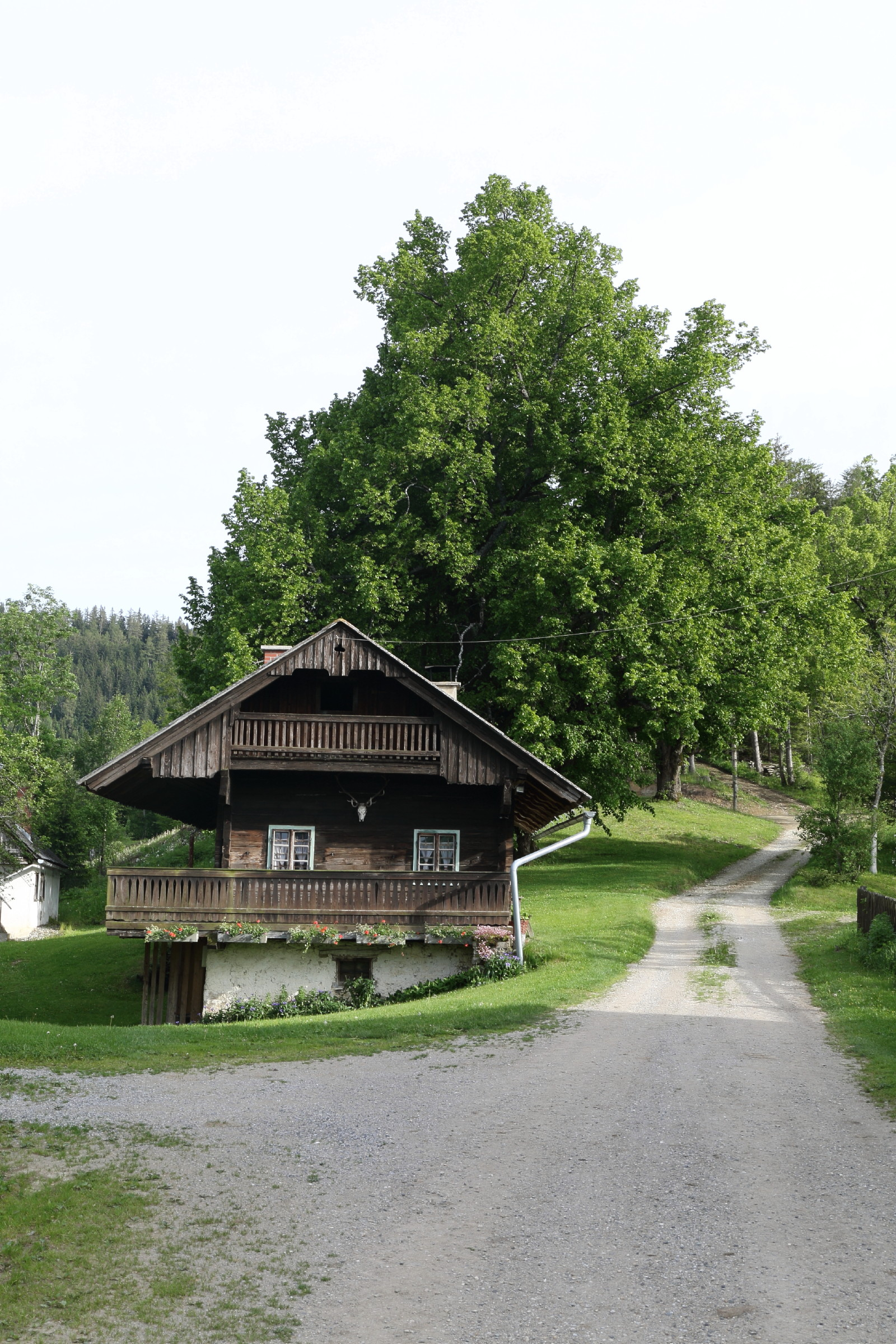

De tweeduizendjarige linde van Neuhof is een  zomerlinde in Neuhof bei Übelbach die is verklaard tot nationaal monument in Oostenrijk. Het is de dikste boom van Oostenrijk, met een omtrek van ruim 13 meter.
Ondanks de naam wordt deze boom als hooguit 900 jaar oud beschouwd. In Oostenrijk is hij verklaard tot natuurmonument (1977), niet vanwege zijn ouderdom maar vanwege zijn omtrek. Zijn status is kritisch omdat zijn dikke takken veel druk uitoefenen.